# Bosc de Lyman-Alpha
En espectroscòpia astronòmica, el bosc de Lyman-alfa és una sèrie de línies d'absorció en l'espectre de galàxies i quàsars distants i que es deuen a l'absorció per part del medi intergalàctic d'una part de la llum emesa pels mateixos objectes. Els fotons absorbits són els que permeten la transició entre els diferents estats excitats de l'hidrogen neutre (no ionitzat), des del seu estat fonamental, el que correspon a una sèrie de Lyman. En la pràctica, es tracta de la transició cap al primer estat excitat observat, el que correspon a la línia Lyman-α. D'altra banda, les estructures observades en els espectres revelen una abundància molt elevada d'aquestes línies d'absorció que corresponen als absorbidors repartits a diferents distàncies sobre la línia, d'aquí el terme «bosc».

## Història
El bosc de Lyman-alfa forest fou descobert el 1970 per l'astrònom Roger Lynds durant l'observació del quàsar 4C 05.34. El quàsar 4C 05.34 fou l'objecte més llunyà observat fins aquell moment, i Lynds observà un nombre inusualment gran de línies d'absorció en el seu espectre. Llavors suggerí que la majoria de les línies d'absorció eren degudes a la transició Lyman-alfa. Posteriors observacions fetes per John Bahcall i Samuel Goldsmith confirmaren la presència de línies d'absorció inusuals, encara que foren menys concloents sobre el seu origen. Posteriorment, s'observà que els espectres de molt altres quàsars amb una alt desplaçament cap al roig tenien el mateix sistema de línies d'absorció estreta. Lynds fou el primer a descriu-les com a bosc de Lyman-alf. Jan Oort discutí que aquestes absorcions eren degudes no a cap interacció física en els mateixos quàsars, sinó a absorcions dins de núvols de gas intergalàctic en supercúmuls.

## Antecedents físics
En un àtom d'hidrogen neutre, les línies espectrals es formen quan un electró passa entre nivells d'energia: La sèrie de Lyman de línies espectrals es formen quan els electrons passens entre l'estat base i els nivells d'energia superior (estats excitats). La transició Lyman-alfa correspon a un electró passant entre l'estat base (n=1) i el primer estat excitat (n=2). La línia espectral té una longitud d'ona al laboratori de 1216 Å, la qual està en la porció ultraviolada de l'espectre electromagnètic.
Les línies d'absorció de Lyman-alfa en els espectres dels quàsar són el resultat del pas de la llum a través de gas intergalàctic. Com que els núvols d'hidrogen neutre en el medi intergalàctic estan a diferents graus de desplaçament cap al roig (a causa de la seva distància variable de la Terra), les seves línies d'absorció s'observen en un ran de longituds d'ona. Cada núvol individual deixa la seva petjada en una línia d'absorció en una posició diferent dins de l'espectre observat.

## Ús en astrofísica
El bosc Lyman-alfa és una sonda important del medi intergalàctic i es pot usar per determinar la freqüència i la densitat dels núvols que contenen hidrogen neutre, així com la seva temperatura. La recerca de línies d'altres elements com l'heli, el carboni i el silici (concordant en desplaçament cap al roig) i l'abundància d'elements més pesants en els núvols també es poden estudiar utilitzant aquest bosc Lyman-alfa.
Per als quàsar amb desplaçament cap al roig més grans els nombre de línies del bosc és major, fins a un desplaçament cap al roig al voltant de 6, hi ha tant hidrogen neutre en el medi intergalàctic que el bosc es transforma en el que es coneix com a efecte Gunn-Peterson. Això mostra el final de la reionització de l'univers.
Les observacions del bosc de Lyman-alfa es poden usar per contenir els models cosmològics.